# 김귀찬
김귀찬(金貴燦, 1960년 6월 23일 ~ )은 대한민국의 변호사이자 전직 경찰공무원이다.

## 학력
- 성균관대학교 법학과 학사

## 경력
- 1991년 : 제33회 사법시험 합격
- 1994년 : 제23기 사법연수원 수료
- 2005년 2월 : 대구광역시지방경찰청 수사과장
- 2005년 7월 : 문경경찰서장
- 2006년 7월 : 경찰청 장비과장
- 2007년 7월 : 포천경찰서장
- 2008년 3월 : 경찰청 규제개혁법무과장
- 2009년 3월 : 서울강서경찰서장
- 2010년 7월 : 경찰청 정보2과장
- 2010년 12월 : 충청남도지방경찰청 차장
- 2011년 12월 : 대구광역시지방경찰청 차장
- 2012년 5월 : 경기도남부지방경찰청 2부장
- 2012년 10월 : 경찰청 정보국장
- 2013년 4월 : 제 25대 경북지방경찰청장
- 2014년 12월 4일 ~ 2015년 12월 28일 : 제9대 대전광역시지방경찰청장
- 2015년 12월 29일 ~ 2016년 9월 18일 : 경찰청 보안국장
- 2016년 9월 19일 ~ 2017년 7월 26일 : 제33대 경찰청 차장
- 2017년 9월 ~ 2020년 5월 : 변호사김귀찬법률사무소 변호사
- 2020년 8월 ~ 현재 : 김앤장 법률사무소 변호사

## 참고
| 전임 강신명 | 제25대 경북지방경찰청 청장 2013년 3월 1일 ~ 2013년 12월 24일 | 후임 권기선 |

| 전임 이철성 | 제33대 경찰청 차장 2016년 9월 19일 ~ 2017년 7월 26일 | 후임 박진우 |